# فراداستان
فراداستان رمانی از ریچارد پاورز است که در سال ۲۰۱۸ توسط شرکت دبلیو دبلیو نورتون (W. W. Norton) منتشر شده‌است. در ۱۵ آوریل ۲۰۱۹ جایزه پولیتزر برای داستان به این کتاب اهدا شد.
این کتاب رمان دوازدهم پاورز است. داستان رمان مربوط به نه آمریکایی است که تجربیات بی نظیر زندگی با درختان، آنها را گرد هم می‌آورد تا به نابودی جنگل‌ها بپردازند. پاورز بعد از اینکه برای اولین بار با درختان غول پیکر بزرگی روبرو شد، از آنها الهام گرفت که این کار را هنگام تدریس در دانشگاه استنفورد بنویسد.
فراداستان در تاریخ ۲۰ سپتامبر ۲۰۱۸ برای جایزه ادبی من بوکر ۲۰۱۸ نامزد شد.  و مدال ویلیام دین هاولز در سال ۲۰۲۰ را دریافت کرد.

## جوایز
- نامزد داستان کوتاه جایزه ادبی من بوکر ۲۰۱۸[۳]
- برنده جایزه بزرگ ادبیات ۲۰۱۸[۴]
- فینالیست جایزه قلم ۲۰۱۹ / ژان استین[۵]
- فینالیست جایزه قلم /فاکنر ۲۰۱۹[۶]
- جایزه پولیتزر برای داستان ۲۰۱۹
- مدال ویلیام دین هاولز ۲۰۲۰